# La Masia

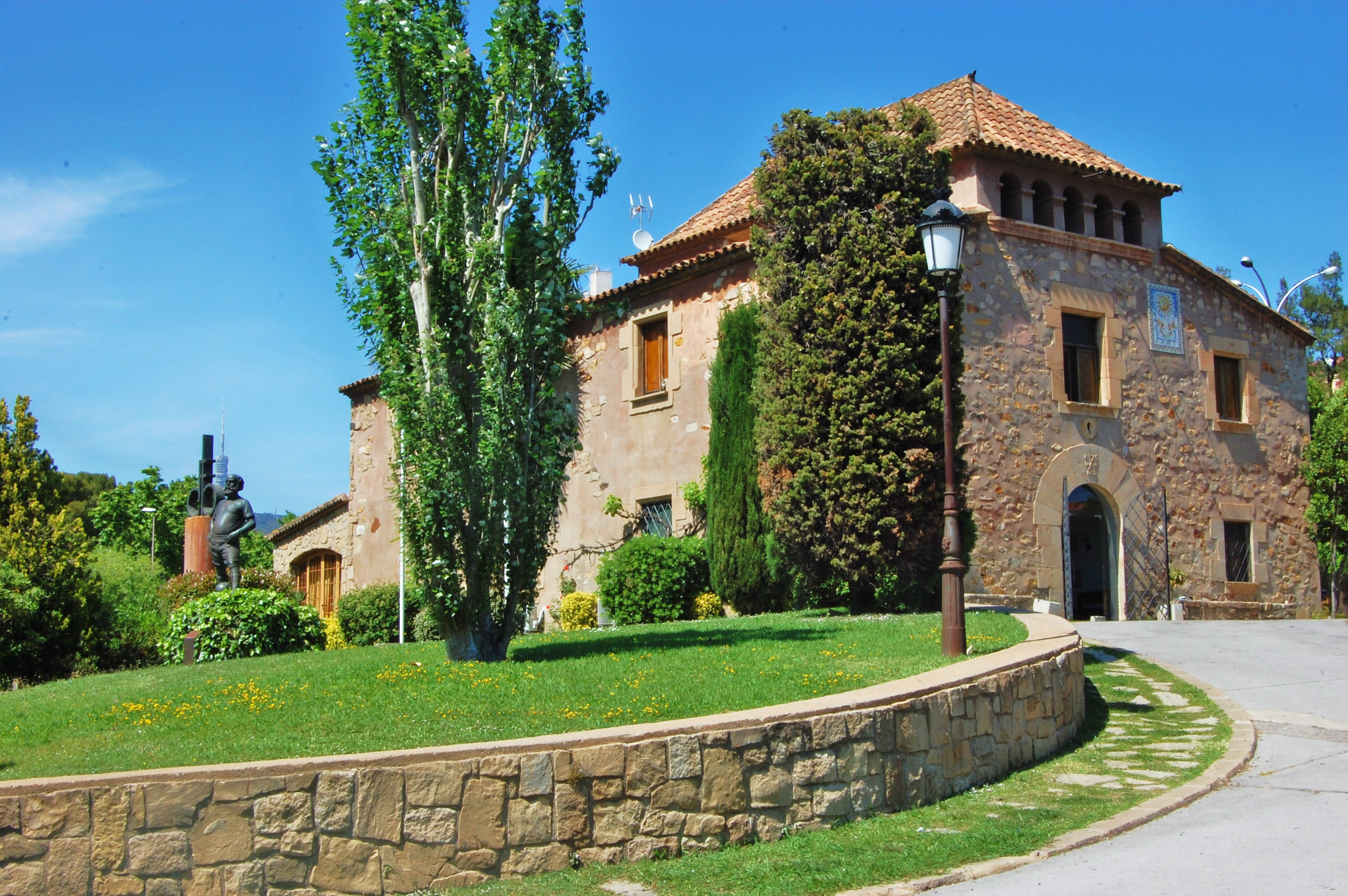
La Masia

La Masia (anche La Masia de Can Planes) è una struttura di formazione del vivaio della squadra di calcio del Barcellona. È una residenza costruita nel 1702 e situata vicino al Camp Nou, stadio di casa della suddetta squadra. La costruzione fu ristrutturata e utilizzata come sede sociale del club in concomitanza con l'inaugurazione del Camp Nou.
Nel 1979 La Masia si è poi trasformata nella residenza dei giovani calciatori selezionati per essere adattati a un determinato stile di gioco definito dai critici sportivi tiki-taka. Parecchi giovani che avevano vissuto a La Masia hanno continuato a giocare per la prima squadra.
La nuova Masia, che ha sostituito la Masia de Can Planes, è stata costruita nella Ciutat Esportiva Joan Gamper, ha una superficie di più di 6.000m² ed è operativa da giugno 2011.